# Mekar Bhuwana
Mekar Bhuwana is een bestuurslaag in het regentschap Badung van de provincie Bali, Indonesië. Mekar Bhuwana telt 4645 inwoners (volkstelling 2010).